# Henri Mineur
Henri Mineur (francès: Henri Paul Mineur)  (Lilla, 7 de març de 1899 - París, 7 de maig de 1954) va ser un matemàtic i astrònom francès.

## Vida i Obra
Mineur va néixer a Lilla on el seu pare era professor de matemàtiques, però posteriorment va ser nomenat professor del Collège Rollin de París (actual Lycée Decour), en el qual va fer els estudis secundaris el jove Mineur fins al 1917. Aquest mateix any va aconseguir l'ingrés tan a l'École Normale Supérieure com a l'École polytechnique, però no va ingressar fins al 1919 a l'ENS, perquè va estar un temps enrolat a l'exèrcit per la Primera Guerra Mundial.
El 1921 obté el títol en matemàtiques i accepta una plaça de professor al liceu francès de Düsseldorf, mentre prepara la seva tesi doctoral que defensarà el 1924 a la universitat de París. Atret per l'astronomia, el 1925 accepta una plaça d'astrònom assistent a l'Observatori de París. El 1936, en fundar-se el Institut d'astrophysique, passa a ser el seu director, càrrec que mantindrà fins a la seva mort el 1954, excepte els anys 1941-1944 en que va ser destituït pel govern col·laboracionista de Vichy. Els anys 1930's va ser especialment difícils ja que els seus excesos amb la beguda li van costar el matrimoni i la salut.
Durant la Segona Guerra Mundial, en haver estat destituït del seu càrrec, va dirigir durant breu temps una oficina de càlcul numèric per a la defensa nacional. Després va ingressar a la Resistència francesa i va ser detingut per la Gestapo el 1942, però va ser alliberat al poc temps gràcies a la intervenció d'un astrònom alemany amic seu: Karl-Otto Kiepenheuer. Malgrat que no va ser admès al partit comunista per les sospites que va aixecar aquesta ràpid alliberament, sempre va mantenir punts de vista marxistes.
L'obra de Mineur és més matemàtica que física: analítica i mecànica. Va treballar sobre tot en l'estudi de la dinàmica de la Via Làctia i de les estrelles en cúmuls globulars. Els seus càlculs van portar a la correcció del valor de la constant de Hubble i a duplicar el temps de vida de l'univers. Després de la guerra es va interessar pel tractament de dades. També va publicar nombrosos articles divulgatius clars i entenedors.